# Stanisław Łukaszczyk
Stanisław Łukaszczyk, né le 13 juillet 1944 à Murzasichle, est un biathlète polonais.

## Biographie
Łukaszczyk fait ses débuts internationaux aux Championnats du monde, où il est 24e de l'individuel. Aux Championnats du monde 1966, il obtient la médaille d'argent au relais avec Józef Gąsienica Sobczak, Stanisław Szczepaniak et Józef Rubiś et prend la dixième place sur l'individuel.
Aux Jeux olympiques d'hiver de 1968, il fait partie du relais polonais se classant quatrième et est huitième de l'individuel.

## Palmarès

### Jeux olympiques d'hiver
| Épreuve / Édition | Individuel | Relais |
| ----------------- | ---------- | ------ |
| JO 1968 Grenoble  | 8e         | 4e     |

### Championnats du monde
- Mondiaux 1966 à Garmisch-Partenkirchen :
  -  Médaille d'argent en relais.

## Distinction
Il est désigné chevalier de l'Ordre Polonia Restituta en 2009.